# Peräjärvi (sjö i Lappland, lat 66,17, long 27,72)
Peräjärvi är en sjö i Finland. Den ligger i kommunen Posio i landskapet Lappland, i den norra delen av landet, 700 km norr om huvudstaden Helsingfors. Peräjärvi ligger 256,6 meter över havet. Den ligger vid sjön Koppelojärvi. Den är 7 meter djup. Arean är 1,25 kvadratkilometer och strandlinjen är 8,84 kilometer lång. Sjön  ingår i Kemi älvs huvudavrinningsområde. 